# Cominsia
Cominsia é um género botânico pertencente à família Marantaceae.

## Espécies
- Cominsia gigantea
- Cominsia guppyi
- Cominsia maxima
- Cominsia minor
- Cominsia rubra